# Thu Cẩn
Thu Cẩn (chữ Hán: 秋瑾; bính âm Hán ngữ: Qiū Jǐn; tiếng Latinh: Qiu Jin; Wade–Giles: Ch'iu Chin; 8 tháng 11 năm 1875 – 15 tháng 7 năm 1907) bút danh là Thu Thiên (秋千), Nữ nhi Hán hiệp (漢俠女兒) hay Bạch Bình (白萍), tên hiệu là Giám Hồ nữ hiệp (鉴湖女侠), là một nhà thơ, nhà văn, nhà cách mạng của Trung Quốc. Vốn xuất thân là một người Hán nói riêng và người Hoa nói chung, bà sinh ra, lớn lên và dành cả cuộc đời đều trong những năm sau cùng của thời đại nhà Thanh, cuối thế kỷ XIX, đầu thế kỷ XX. Bà lần lượt chứng kiến, đối mặt với những sự kiện trọng đại của Trung Quốc, thời kỳ cách mạng, nổi dậy chuyển đổi từ phong kiến sang tư bản của đất nước.
Thu Cẩn là một nhà hoạt động vì nữ quyền hiện đại, khao khát và cống hiến cho cuộc cách mạng thay đổi Trung Quốc đầu thế kỷ XX. Bà hy sinh bởi sự đàn áp của triều đình nhà Thanh, góp phần thúc đẩy Cách mạng Tân Hợi năm 1911. Hình ảnh và biểu tượng của Thu Cẩn luôn tồn tại suốt 100 năm qua, lần lượt được kính trọng suốt thời kỳ Trung Hoa Dân Quốc (1912–1949), Cộng hòa Nhân dân Trung Hoa (1949 đến nay) và được tôn vinh là một nữ anh hùng dân tộc Trung Hoa.

## Tiểu sử

### Những năm đầu
Thu Cẩn sinh ngày 08 tháng 11 năm 1875 (tức ngày 11 tháng 10 Giáp Tuất, Quang Tự nguyên niên – 光绪元年, năm thứ nhất Quang Tự Đế Thanh Đức Tông) tại Hạ Môn, tỉnh Phúc Kiến, Đại Thanh, nguyên quán tại huyện Sơn Âm (山阴县), tỉnh Chiết Giang. Sinh ra trong một gia đình tri thức họ Thu, với ông cố là Thu Gia Thừa (秋家丞), nguyên Huyện lệnh huyện Thượng Hải, ông nội là Thu Gia Hòa (秋嘉禾), nguyên Đồng tri trấn Lộc Cảng, Đài Loan, bố là Thu Thọ Nam (秋寿南), nguyên Tri châu Quế Dương, Sâm Châu, Hồ Nam. Các đời tổ tông đều là quan chức địa phương nhà Thanh, nhiều lần chuyển vị trí công tác, ảnh hướng lớn tới tuổi trẻ của Thu Cẩn. Vào tháng 09 năm 1881, khi Thu Cẩn sáu tuổi, ông nội của Thu Cẩn, Thu Gia Hòa rời Vân Tiêu, tỉnh Phúc Kiến, đến Đài Loan công tác. Năm sau, 1885, cha Thu Cẩn bắt đầu phục vụ tại Phủ Đề đốc tỉnh Phúc Kiến, bảo vệ Huyện lệnh, được phân công tới Đài Loan làm việc. Năm 1886, Thu Thọ Nam ở Đài Loan, nhờ người thân của mình chăm sóc các thành viên gia đình, đưa gia đình đến Đài Loan. Thu Cẩn đi qua Thượng Hải cùng với mẹ và anh chị em, bị trì hoãn vài tháng, sau đó đi trên một chiếc thuyền và đến Đài Bắc vài ngày sau. Ba tháng sau, Thu Cẩn trở về Hạ Môn cùng mẹ. Từ lúc trẻ tuổi, Thu Cẩn đã được đi khắp các tỉnh thành vùng Hoa Nam, Hoa Đông cùng gia đình.
Bởi trong một gia đình tri thức, Thu Cẩn được dạy học đầy đủ về ngôn ngữ, thơ ca, văn học, lịch sử. Thu Cẩn tiếp thu học tập tốt và bắt đầu thể hiện khả năng văn chương, thi ca từ nhỏ. Trong những năm tháng đó, bà cũng yêu thích võ thuật, bắt đầu tập võ và kiếm pháp cùng các anh trai.

### Lập gia đình

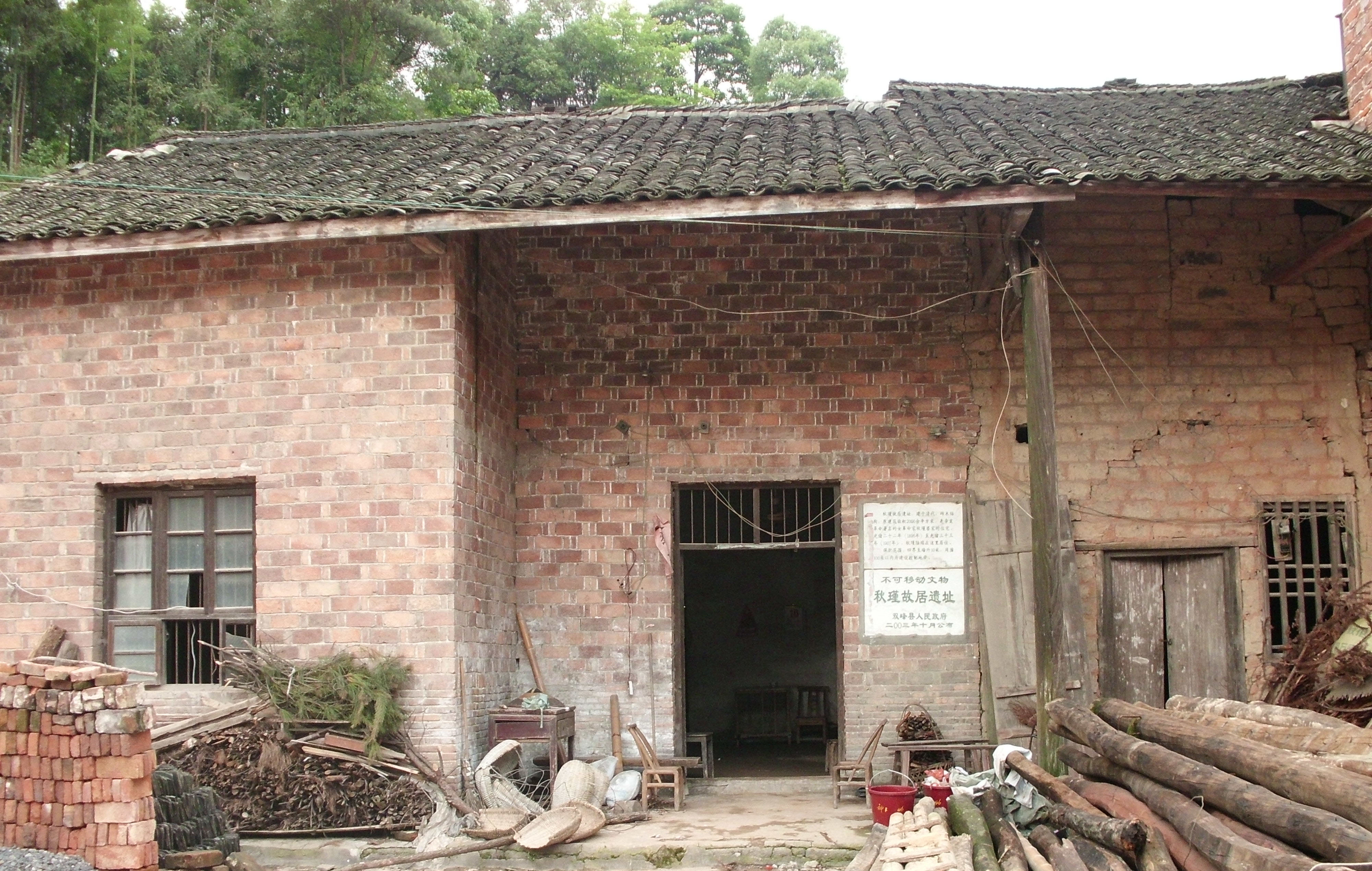
Nơi ở cũ của Thu Cẩn và gia đình ở Tương Đàm những năm 1896.

Năm 1894 (Quang Tự thứ hai mươi), cha của bà, Thu Thọ Nam được điều chuyển công tác ở huyện Tương Hương, tỉnh Hồ Nam. Cả gia đình cùng theo bố chuyển tới sống ở Hồ Nam. Thời gian này, Thu Cẩn được bố mẹ định lập gả làm thê tử của Vương Đình Quân, một thanh niên trong gia đình giàu có người Tương Đàm, Hồ Nam, cháu họ của đại thần lỗi lạc Tăng Quốc Phiên vào năm 1894, khi 19 tuổi. Năm 1894, ông nội Thu Gia Hòa qua đời, đám cưới của Thu Cẩn được hoãn, chịu tang ông. Năm 1896, (Quang Tự thứ hai mươi hai), Thu Cẩn kết hôn với Vương Đình Quân, lúc này Thu Cẩn 21 tuổi, chồng 17 tuổi. Vương Đình Quân mở hiệu cầm đồ Nghĩa Nguyên, hai vợ chồng cùng sống ở Tương Đàm và Thu Cẩn cũng thường trở về quê nhà. Năm 1897, bà sinh con trai đầu lòng là Nguyên Đức – 元德 (Vương Nguyên Đức). Năm 1901, bà hạ sinh con gái Quế Phân – 桂芬 (Vương Xán Chi). Vào ngày 26 tháng 11 năm 1901, cha là Thu Thọ Nam bị bệnh qua đời khi đang là Tri châu Quế Dương, Sâm Châu, Hồ Nam.
Trong những năm ở Hồ Nam, Thu Cẩn thân thiết với Đường Quần Anh (唐群英) và Cát Kiện Hào (葛健豪). Ba người thường cùng nhau giãi bầy, làm thơ và thân thiết như chị em gái. Họ được gọi là Tiêu Tương tam đại nữ hiệp (潇湘三女杰).

### Biến cố Bắc Kinh
Năm 1900, bằng quan hệ họ hàng và tiền bạc, Vương Đình Quân được chuyển tới sống ở Bắc Kinh, với chức vụ Chủ sự của Bộ Hộ Đại Thanh. Thu Cẩn theo chồng lên thủ đô. Quãng thời gian này bắt đầu có những chuyển biến lớn đối với Thu Cẩn. Thu Cẩn được tiếp xúc với xu thế thay đổi xã hội Trung Quốc, các vấn đề trung tâm của đất nước, vào đúng thời điểm mà Liên quân tám nước chiếm lĩnh Bắc Kinh. Thu Cẩn hiểu thêm nội tại và khao khát bình đẳng nữ quyền, muốn giới phụ nữ tự chủ, được tự do ngang hàng với nam giới sau lịch sử lâu dài chịu sự chèn ép suốt phong kiến. Tư tưởng của Thu Cẩn được khai phát, khi mà bà mong mỏi người Trung Quốc trở nên mạnh mẽ, thay đổi triều Thanh, đối đầu với những khó khăn khi bị xâm lược, khống chế bởi ngoại quốc. Chẳng mấy chốc, Thu Cẩn và chồng gặp khủng hoảng hôn nhân, khi mà Vương Đình Quân là một người cổ hậu, phong kiến. Hai người ly thân.

### Chặng đường cách mạng dân chủ
Dưới sự khuyên bảo và hỗ trợ của người bạn là Đường Quần Anh, tháng 05 năm 1904, Thu Cẩn đã bán đồ trang sức và gây quỹ, vượt qua lề lỗi phong kiến để đến Nhật Bản du học, bởi Nhật Bản là đế quốc hùng mạnh lúc này. Thu Cẩn liên tục tham gia Hội thảo tiếng Quan thoại (Hội thảo Nhật Bản) và Trường Thực hành Nữ sinh ở Chiyoda, Tokyo để học tiếng Nhật. Trong thời gian ở Nhật Bản, Thu Cẩn đã tích cực tham gia vào các hoạt động cách mạng của sinh viên Trung Quốc học tập tại Nhật Bản, cùng với Trần Hiệt Phân (陈撷芬), Lưu Đạo Nhất (刘道一) tổ chức hoạt động thanh niên. Bà hướng về nỗ lực tìm đường cách mạng dân chủ và nhân quyền cho Trung Quốc.

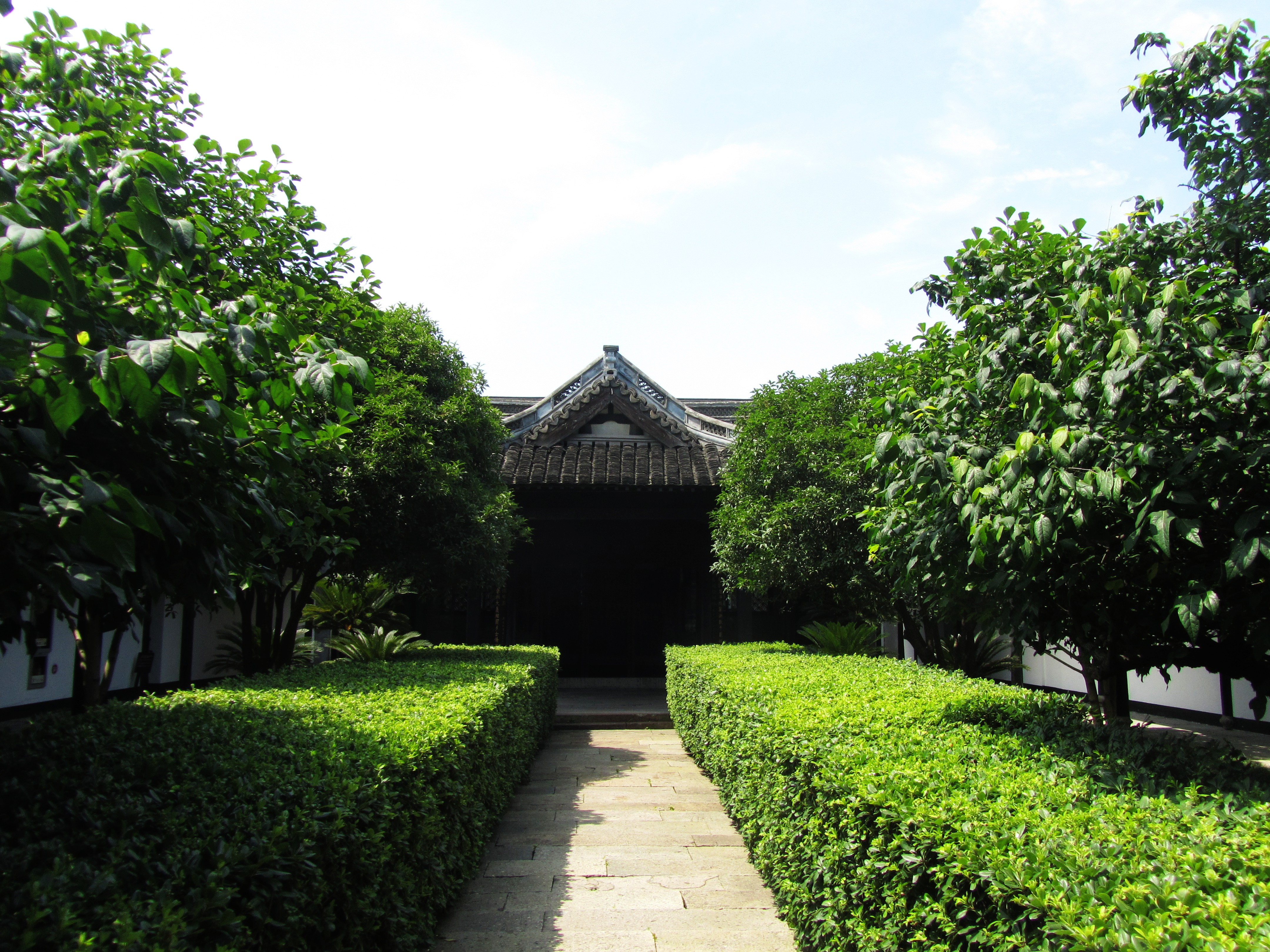
Đại Thông học đường, Thiệu Hưng, Chiết Giang. Nơi Thu Cẩn và Quang phục Hội giảng dạy tổ chức.

Thu Cẩn cùng Phùng Tự Do (冯自由) và Lương Mộ Quang (梁慕光) phối hợp bộ ba hoạt động ở Yokohama, được Tôn Trung Sơn chỉ dẫn, được xem như hội quân sư. Bà cùng nhau phối hợp đoàn kết du học sinh Trung Quốc ở Nhật Bản, phụ tá Tôn Trung Sơn tìm kiếm phương thức cải cách và cách mạng Trung Quốc. Đường lối thoát khỏi phong kiến nhà Thanh, hướng tới tự do, độc lập, nhân quyền nhân ái, nữ quyền khởi xướng là mục tiêu và hoạt động của Thu Cẩn. Thu Cẩn được Tôn Trung Sơn giao cho công việc tuyên truyền báo chí, bà đã áp dụng kinh nghiệm phương Tây, liên tục đưa ra những lời kêu gọi công khai: "Phụ nữ Trung Quốc đang vô cùng bị chèn ép, vô cùng yếu thế, và lẽ đó khiến Trung Quốc bại vong. Phong kiến lạc hậu, xấu xí, nữ quyền hãy đứng lên, đoàn kết cứu quốc!"
Năm 1905, Thu Cẩn trở về nước. Vào tháng 05 và tháng 06, Từ Tích Lân (徐锡麟) đã giới thiệu Thu Cẩn gia nhập Quang phục Hội. Vào ngày 15 tháng 07, Thu Cẩn tới Nhật Bản một lần nữa phục vụ hoạt động. Vào tháng 08, bà được Hoàng Nguyên Tú (黃元秀) và Phùng Tự Do giới thiệu cùng Hoàng Hưng, gia nhập Trung Quốc Đồng minh Hội, tổ chức đoàn kết nhân dân Trung Quốc được thành lập bởi Tôn Trung Sơn nửa tháng trước đó. Tình hình cuộc cách mạng diễn ra nhanh chóng, tiến triển tốt những năm tháng này.
Vào tháng 02 năm 1906, Thu Cẩn lại trở về nước, phản đối "Quy tắc cấm đối với sinh viên Đại Thanh học tập tại Nhật Bản" do Bộ Giáo dục Nhật Bản ban hành vào ngày 02 tháng 11 năm 1905. Trước khi trở về Trung Quốc, Thu Cẩn tham gia lễ tưởng niệm Trần Thiên Hoa. Mang tư tưởng quyết tâm kêu gọi người Trung Quốc trở về quê hương vì đất nước, Thu Cẩn liên tục kêu gọi sinh viên. Bà thúc giục những người thanh niên hồi quốc, chống lại nhà Thanh vì đất nước mới.
Vào tháng 01 năm 1907, Trung Quốc nữ báo được thành lập tại Thượng Hải bởi Thu Cẩn và nhóm bằng hữu. Trung Quốc nữ báo (中国女报) chỉ có hai số được xuất bản. Số đầu tiên được xuất bản vào ngày 14 tháng 01 năm 1907 và số thứ hai được xuất bản vào ngày 04 tháng 03 năm 1907. Cả hai số đều hướng về định hướng cách mạng dân chủ Trung Quốc và nữ quyền Trung Quốc. Thu Cẩn quyết liệt thể hiện ở Trung Quốc nữ báo: Thế giới phụ nữ đang thức tỉnh, loài sư tử tỉnh dậy, chúng ta là thủ lĩnh nền văn minh.
Thu Cẩn trở lại nguyên quán Thiệu Hưng vào tháng 03, cùng với Từ Tích Lân thành lập Minh Đạo nữ sinh học đường (明道女子学堂). Ngay sau đó, cùng với Từ Tích Lân quản lý Đại Thông học đường (大通学堂. Được thành lập năm 1905 bởi Từ Tích Lân), trụ sở của Quang phục Hội Thiệu Hưng, tập trung giảng dạy tổ chức chuẩn bị cho cuộc nổi dậy An Huy – Chiết Giang. Tôn Trung Sơn phân công Thu Cẩn lãnh đạo Đồng minh Hội nhánh Chiết Giang, bà cùng Từ Tích Lân mở rộng Đồng minh Hội, tăng cường giảng dạy, tạo tổ chức, lực lượng chuẩn bị cho thiết lập mục tiêu bắt đầu kháng chiến chống Thanh dọc sông Dương Tử.

### Cao trào và hy sinh
Tháng 07 năm 1907, dưới lãnh đạo của Từ Tích Lân, cuộc nổi dậy chống Thanh của Đồng minh Hội bắt đầu, lần lượt tại An Khánh, Kim Hoa, nhưng tất cả đều khó khăn. Vào ngày 06 tháng 07, Tích Lân đã ám sát Tuần phủ An Huy là Ân Minh (恩铭) tại An Khánh. Ngay sau đó, ông bị quân Thanh bắt và giết, cuộc nổi dậy tại An Khánh đã thất bại, phong trào nổi dậy vùng An Huy – Chiết Giang bị dập tắt. Dưới tình hình đó, Thu Cẩn từ chối rời Thiệu Hưng trong tình thế nguy hiểm, đã nói rằng: "Cuộc cách mạng sẽ chỉ thành công nếu đổ máu. Tôi không rời Thiệu Hưng." Bà tiếp tục giảng dạy tại Đại Thông học đường, tổ chức lại hệ thống Đồng minh Hội.

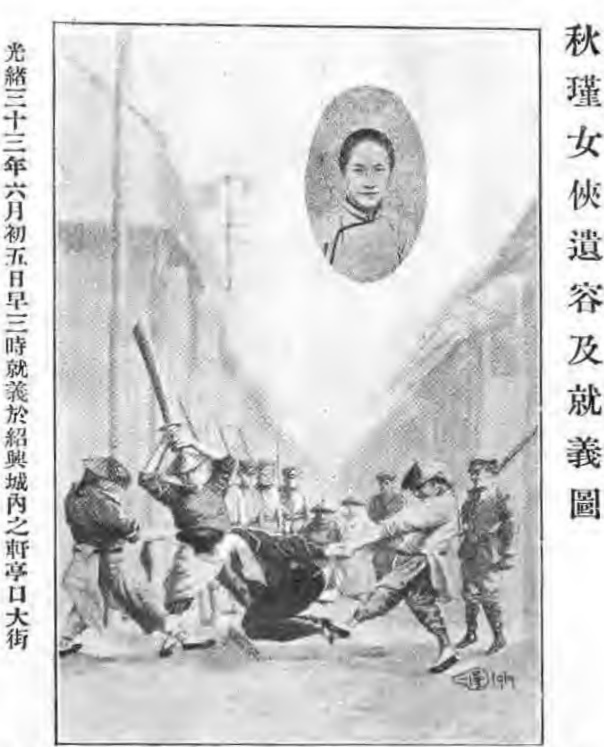
Ấn phẩm Nữ anh hùng Thu Cẩn, Nhà xuất bản Thượng Hải năm 1919.

Mấy ngày sau đó, Tuần phủ Chiết Giang Trương Tăng Dương (张曾敭) (chú của Trương Chi Động) đã lập tức điều quân điều tra vụ việc, niêm phong Đại Thông học đường. Với vị trí là thành viên Đồng minh Hội, lãnh đạo Đồng minh Hội nhánh Chiết Giang cũng như là đồng chí của Từ Tích Lân, dựa trên tình báo của những thành viên Quang phục Hội, Thu Cẩn trở thành mục tiêu cuộc đàn áp. Vào ngày 14 tháng 07 năm 1907, quân Thanh dưới chỉ huy bởi Huyện lệnh Sơn Âm Lý Chung Nhạc tại Thiệu Hưng, tới Đại Thông học đường mục tiêu bắt giữ người cách mạng để điều tra. Quân Thanh nhanh chóng phá vỡ cửa trường, dùng súng tiến vào truy lùng. Quân lính nhắm súng vào Thu Cẩn nhưng không bắn vì Huyện lệnh Hội Kê ngăn cản. Thu Cẩn và 08 học sinh đã bị bắt. Ngoài ra, một người bị chết đuối dưới sông trong lúc chạy trốn, một người ngã chết bên ngoài bức tường của trường. Cuộc bắt giữ kết thúc với nhiều viên đạn được tìm thấy.
Thu Cẩn bị bắt tại Đại Thông học đường và bị giam tại nhà tù. Sau đó, các quan huyện trong đó có Lý Chung Nhạc tiến hành ba phiên xét xử, dưới lãnh đạo và quyết định của Tri phủ Thiệu Hưng Quý Phúc (贵福). Quý Phúc ra lệnh điều tra toàn diện cả hoạt động và nhân thân, ra lệnh truy lùng bắt gia quyến của Thu Cẩn. Lý Chung Nhạc đã che giấu và bỏ qua quá trình đó. Trong suốt xét xử, Thu Cẩn đã viết: 秋风秋雨愁煞人 (Thu phong Thu vũ sầu sát nhân), mong muốn bảo vệ người khác bằng lý tưởng cao cả. Sau đó, Lý Chung Nhạc đã đến Thiệu Hưng để báo cáo với Quý Phúc. Quý Phúc trở nên tức giận, tới Hàng Châu báo cáo với Trương Tăng Dương rằng Thu Cẩn đã thừa nhận tội ác bạo loạn.
Vào lúc 04 giờ sáng ngày 15 tháng 07 năm 1907, Thu Cẩn bị xử chém đầu ở đoạn đầu đài, lối vào ở cửa Cổ Hiên Đình (古轩亭口), Thiệu Hưng, tỉnh Chiết Giang. Thu Cẩn qua đời khi mới 31 tuổi.
Sau đó, thi hài của Thu Cẩn được những người ngưỡng mộ đem chôn ở núi Ngọa Long (卧龙山), Thiệu Hưng. Cuộc đàn áp phụ nữ và những người cách mạng tiếp tục được đẩy mạnh. Tại Thiệu Hưng, huyện lệnh Lý Chung Nhạc, người tham gia quá trình xử lý Thu Cẩn đã tự tử tháng 10 năm 1907, bởi hối hận xử tử bà.

### Ký sự về sau

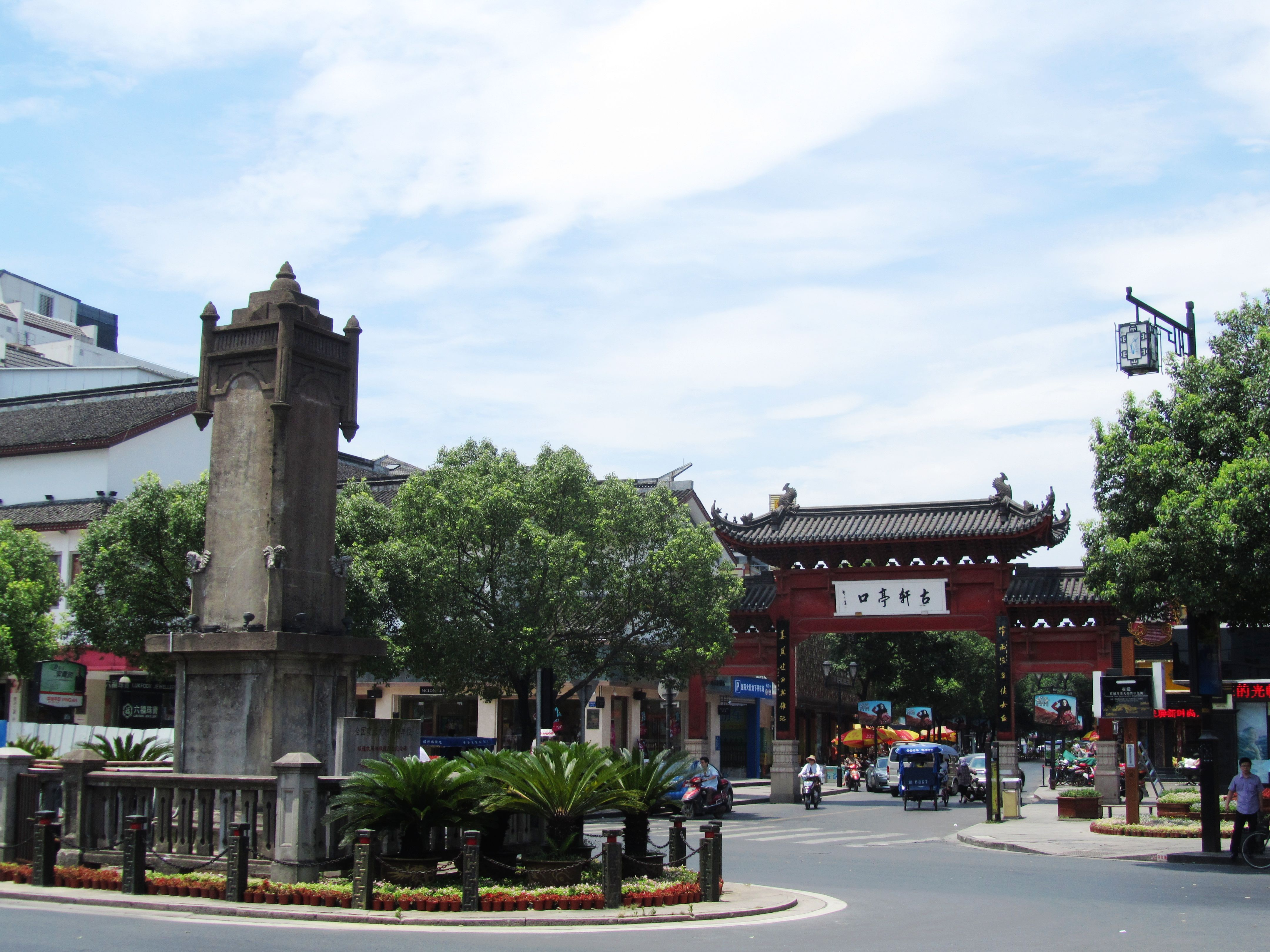
Đài tưởng niệm nữ anh hùng Thu Cẩn ở cổng Cổ Hiên Đình, Thiệu Hưng, Chiết Giang.

Cái chết của Thu Cẩn đã trở thành một điểm nhấn đẩy mạnh mức độ và quy mô cách mạng một cách nhanh chóng. Năm 1908, Hồ Đạo Nam (胡道南), thành viên Quang phục Hội, người phản bội Thu Cẩn đã bị ám sát. Tôn Trung Sơn lãnh đạo các phân nhánh Đồng minh Hội khắp nơi nổi dậy, lấy hình dáng Thu Cẩn làm biểu tượng cho những người phụ nữ tự do, thành công Cách mạng Tân Hợi năm 1911.

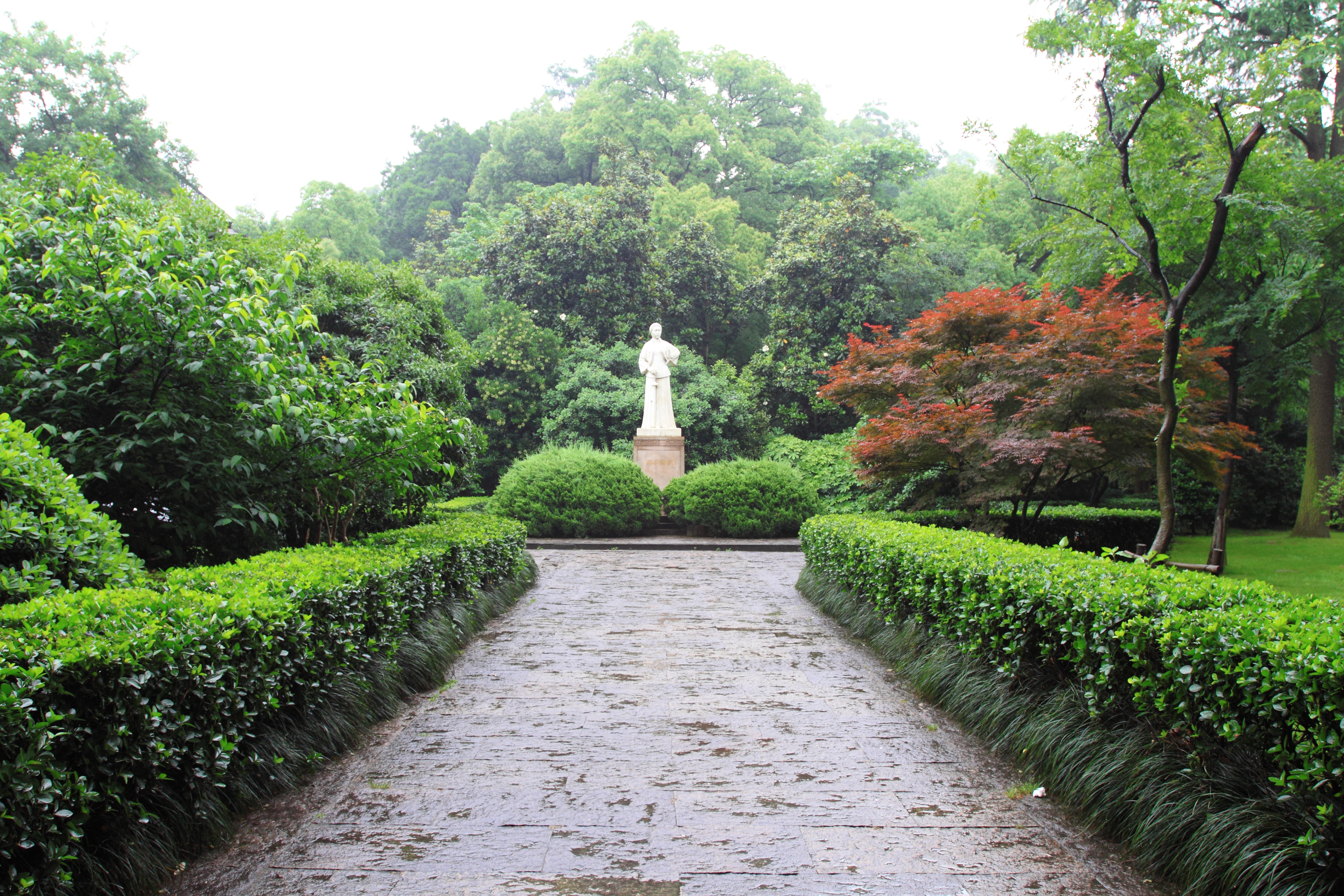
Mộ Thu Cẩn ở Hàng Châu, Chiết Giang.

Năm 1912, hài cốt của Thu Cẩn được chuyển về nghĩa trang Tây Hồ, Hàng Châu, được xây dựng lại khuôn viên bằng gạch đỏ. Vào ngày 10 tháng 12 cùng năm, Tôn Trung Sơn đã thăm ngôi mộ, và viết một tiêu đề: "Những năm tháng Edo, chúng ta và lời thề Đồng minh Hội; Hiên Đình bích huyết, tôi xấu hổ trước nữ anh hùng." Bên cạnh lăng mộ của Thu Cẩn, một bức hàng gió và mưa đã được xây dựng, đặt tên theo bài thơ: "Gió mùa Thu, mưa mùa thu và nỗi buồn".
Năm 1936, con trai của Lý Chung Nhạc là Lý Giang Thu (李江秋), ký giả Nhật báo Dân Quốc (民国日报) đã đến Hàng Châu thăm mộ Thu Cẩn, gặp Thu Tông Chương, anh trai của Thu Cẩn. Thu Tông Chương nói với Lý Giang Thu rằng, chị gái của ông và Thu Cẩn sống gần nhau ở Thiệu Hưng, năm 1907 trong cuộc đàn áp, cả gia đình đều phải chạy trốn. Năm đó, Lý Chung Nhạc đã cố gắng bảo vệ gia đình ông và chị gái, không truy đuổi. Lý Chung Nhạc tử tự vì cảm nhận lỗi lầm trong cái chết của Thu Cẩn, thật đáng kính.
Vào năm 1956 và 1964, Mao Trạch Đông hai lần chỉ thị xây dựng lại khu nghĩa trang Tây Hồ, Hàng Châu bởi có quá nhiều ngôi mộ ở đây. Vào ngày 28 tháng 01 năm 1965, Ban Quản lý vườn Hàng Châu đã đem hài cốt và di vật của Thu Cẩn đặt ở ngôi mộ mới, núi Cát Khánh (吉庆山).
Vào năm 1981, ngôi mộ của Thu Cẩn đã được xây dựng lại ở đầu kia của cầu Tây Linh (西泠桥), Tây Hồ, Hàng Châu. Bức tượng chân dung của Thu Cẩn được đúc toàn bộ bằng ngọc trắng Trung Quốc, cao 2,7 mét với dòng chữ viết: "Nữ anh hùng cân quắc" (巾帼英雄) của Tôn Trung Sơn. Từ đó cho đến nay, ngôi mộ của Thu Cẩn được đặc biệt quan tâm, bảo vệ và chăm sóc tại Hàng Châu, là một nơi nổi tiếng được đông đảo người dân tới thăm, kính viếng các dịp hằng năm.

### Gia đình

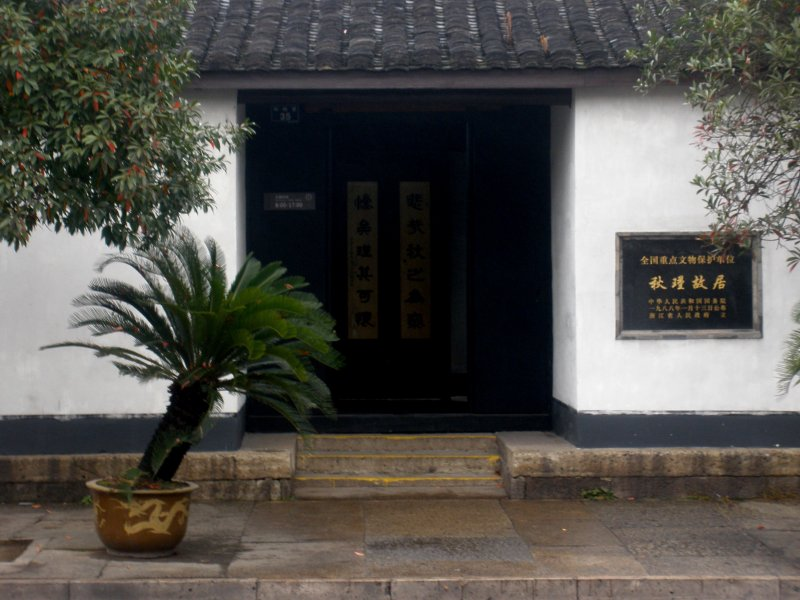
Nơi ở cũ của Thu Cẩn những năm tại Thiệu Hưng 1907.

- Ông nội: Thu Gia Hòa (秋嘉禾), Đồng tri trấn Lộc Cảng, Đài Loan.
- Bà nội: Dư thị (余氏 – phụ nữ họ Dư).
  - Bố: Thu Thọ Nam (秋寿南), Tri châu Quế Dương, Sâm Châu, Hồ Nam.
  - Mẹ: Thiện thị (单氏 – phụ nữ họ Thiện).
  - Mẹ hai: Tôn thị (孙氏 – phụ nữ họ Tôn).
    - Anh trai: Thu Dự Chương (秋誉章).
    - Chị gái: Thu Khuê Trình (秋闺珵).
    - Anh trai, con mẹ hai: Thu Tông Chương (秋誉章).
    - Chồng: Vương Đình Quân (王廷钧).
      - Con trai: Vương Nguyên Đức (王沅德).
      - Con gái: Vương Xán Chi (王灿芝).

## Văn thơ và những đặc điểm hiện đại
Thu Cẩn là một nhà văn, nhà thơ với các tác phẩm như: Cảm hoài (感怀), Cảm thời (感时), Thi từ Thu Cẩn (秋瑾诗词), Dị cảo nữ hiệp (秋女士遗稿), tiểu thuyết Tinh vệ thạch (精卫石), Thu Cẩn dị tập (秋瑾遗集), Thu Cẩn sử tích (秋瑾史迹).

### Thơ
Một số tác phẩm thơ của Thu Cẩn.
Bài: Gió mùa Thu, mưa mùa Thu và nỗi buồn (秋风秋雨愁煞人), tác phẩm của Đào Tông Lượng với tên gọi là Thu mộ khiến hoài (秋暮遣怀), biết đến nhiều với Thu Cẩn.
| Chữ Hán phồn thể | Phiên âm Hán – Việt | Dịch nghĩa tiếng Việt |
| --- | --- | --- |
| 人生天地一葉萍，利名役役三秋草。 秋草能為春草新，蒼顏難換朱顏好。 籬前黃菊未開花，寂寞清樽冷懷抱。 秋風秋雨愁煞人，寒宵獨坐心如搗。 出門拔劍壯槃遊，霜華拂處塵氛少。 朝淩五嶽暮三洲，人世風波豈能保。 不如歸去臥糟丘，老死蓬蒿事幽 | Nhân sinh thiên địa nhất diệp bình, Lợi danh dịch dịch tam thu thảo. Thu thảo năng vị xuân thảo tân, Thương nhan nan hoán chu nhan hảo. Li tiền hoàng cúc vị khai hoa, Tịch mịch thanh tôn lãnh hoài bão. Thu phong Thu vũ sầu sát nhân, Hàn tiêu độc tọa tâm như đảo. Xuất môn bạt kiếm tráng bàn du, Sương hoa phất xử trần phân thiếu. Triều lăng Ngũ Nhạc mộ Tam Châu. Nhân thế phong ba khởi năng bảo. Bất năng quy khứ ngọa tao khiêu, Lão tử bồng hao sự u thảo. | Cuộc đời suốt trời đất như một là bèo, Theo đuổi lợi danh như ba lá cỏ mùa thu. Cỏ mùa thu có thể là cỏ mới mùa xuân, Nhưng khuông mặt cũ khó trở về diện mạo trẻ. Hoa cúc vàng trước hàng rào không nở, Người cô đơn cầm ly rượt lạnh uống một mình. Gió mùa Thu, mưa mùa Thu buồn bã, Ngồi một mình giữ mùa Thu lạnh lẽo. Mở cửa ra và vung lên mũi kiếm, Sương muối quét sạch và ít khí bụi. Để xem Ngũ Nhạc buổi tối, để thấy Tam Châu, Làm sao để tránh được sóng, gió thế giới này. Không thì trở về nằm ngủ trên chiếc giường vỡ, Chết trên nền cỏ tần ô. |

Bài: Tuyệt mệnh từ (絕命詞), một trong những bài thơ của Thu Cẩn.
| Chữ Hán phồn thể | Phiên âm Hán – Việt | Bản dịch tiếng Việt |
| --- | --- | --- |
| 莽莽神州慨胯沉， 救時無計愧偷生。 搏沙有願興亡禁， 博浪無稚擊暴秦。 國破方知人種賤， 義高不礙客囊貧。 經營恨未酬同志， 把劍悲歌涕淚橫。 | Mãng mãng Thần Châu khái khoá trầm, Cứu thì vô kế quý thâu sinh. Bác sa hữu nguyện hưng vong cấm, Bác Lãng vô trĩ kích bạo Tần. Quốc phá phương tri nhân chủng tiện, Nghĩa cao bất ngại khách nang bần. Kinh dinh hận vị thù đồng chí, Bả kiếm bi ca thế lệ hoành. | Bát ngát Thần Châu khí khái chìm Cứu thời không cách sống chi ham Sa trường có nguyện hưng vong cấm Bác Lãng không chuỳ đánh bạo Tần Nước phá mới hay nòi giống kém Nghĩa cao không ngại khách nghèo nàn Hận chưa đền đáp bao đồng chí Nắm kiếm bi ca nước mắt tràn |

Bài: Đỗ quyên hoa (杜鵑花), một trong những bài thơ của Thu Cẩn.
| Chữ Hán phồn thể                                                    | Phiên âm Hán – Việt | Bản dịch tiếng Việt |
| ------------------------------------------------------------------- | --- | --- |
| 杜鹃花发杜鹃啼， 似血如朱一抹齐。 应是留春留不住， 夜深风露也寒凄。 | Đỗ quyên hoa phát đỗ quyên đề, Tự huyết như chu nhất mạt tề. Ưng thị lưu xuân lưu bất trú, Dạ thâm phong lộ dã hàn thê. | Đỗ quyên hoa nở, đỗ quyên gào Như máu, như son cũng giống nhau Muốn níu hồn xuân, xuân chẳng ở, Đêm khuya, sương gió lạnh lùng sao. |

### Những điểm đặc biệt của Thu Cẩn
Người phụ nữ song hành văn – võ: thời niên thiếu đi khắp nơi cùng gia đình, Thu Cẩn chăm chỉ học hỏi kiến thức, khám phá điều mới. Bà yêu thích võ thuật, là một người phụ nữ mạnh mẽ, cứng cỏi. Bà am hiểu và kỹ năng sử dụng vũ khí, đặc biệt là kiếm tốt, thường vượt qua các anh trai về võ thuật. Khi sang Nhật Bản, Thu Cẩn không ngừng học tập, luyện võ, mang theo thanh kiếm kỷ niệm của mình. Trong các tác phẩm tưởng nhớ, miêu tả đều thể hiện khả năng phi thường của Thu Cẩn.
Người phụ nữ dũng cảm và hiện đại: có thể kể tới bắt đầu của Thu Cẩn ở Bắc Kinh. Được chạm những điều mới mẻ, Thu Cẩn mong muốn tìm hiểu. Bởi vì phụ nữ không được bình đẳng, bị cấm nhiều việc, Thu Cẩn đã liên tục giả dạng nam giới để trải nghiệm. Như lễ hội Trung thu, Thu Cẩn mặc quần áo nam để xem một bộ kịch trong nhà hát. Trong cuộc sống gia đình, Thu Cẩn được bố mẹ quyết định hôn nhân với Vương Đình Quân, người giàu có trong gia đình họ hàng quan lớn. Thu Cẩn cam chịu và kết hôn, chịu đựng cuộc sống kiểu phong kiến, người chồng cổ hậu, khác biệt với Thu Cẩn. Nhiều lần chịu mắng chửi, đánh đập hay mệnh lệnh. Những năm tiếp theo, Thu Cẩn cố gắng thuyết phục Vương Đình Quân theo hướng hiện đại, thay đổi mới nhưng đều không được. Thu Cần từng cất tiếng mắng nam giới phong kiến lạc hậu: "Thân bất đắc, nam nhi liệt. Tâm tức bỉ, nam nhi liệt" rồi quyết định ly hôn, bước vào chặng đường mới. Sau thời điểm đó, Thu Cẩn vứt bỏ tất cả quy tắc phong kiến cũ.
Người phụ nữ mạnh mẽ: Thu Cẩn thường kiên quyết làm những gì mình muốn. Một lần tại Nhật Bản, vì mong muốn kêu gọi sinh viên Trung Quốc về nước, Thu Cẩn đã rút thanh kiếm mang theo người, chỉ thẳng vào Lỗ Tấn, Hứa Thọ Thường (许寿裳), các sinh viên phản đối việc trở về Trung Quốc, quát: "Đầu hàng chính là tù nhân. Nếu bán bạn bè vì vinh quang, nếu chèn ép người Hán, hãy nhận lấy nhát kiếm này." Thu Cẩn khi sang Nhật Bản đã đổi biệt danh thành Cạnh Hùng (竞雄), mang ý nghĩa tranh tài cùng anh hùng nam giới, từng nói bình đẳng nam nữ: "Nhân quyền thiên phú nguyên vô biệt, Nam nữ hoàn tu nhất lệ đàm". Các biệt danh Giám Hồ nữ hiệp, Nữ nhi Hán hiệp thể hiện tính cách mạnh mẽ suốt cuộc đời Thu Cẩn.
Trong cuộc đàn áp Thiệu Hưng, lúc bị giam cầm và xét xử tình thế cách mạng, Thu Cẩn nói trước lúc hy sinh: Việc cách mạng không phải hỏi nhiều. Có giết thì cứ giết!

## Thành tựu và đánh giá

### Thành tựu

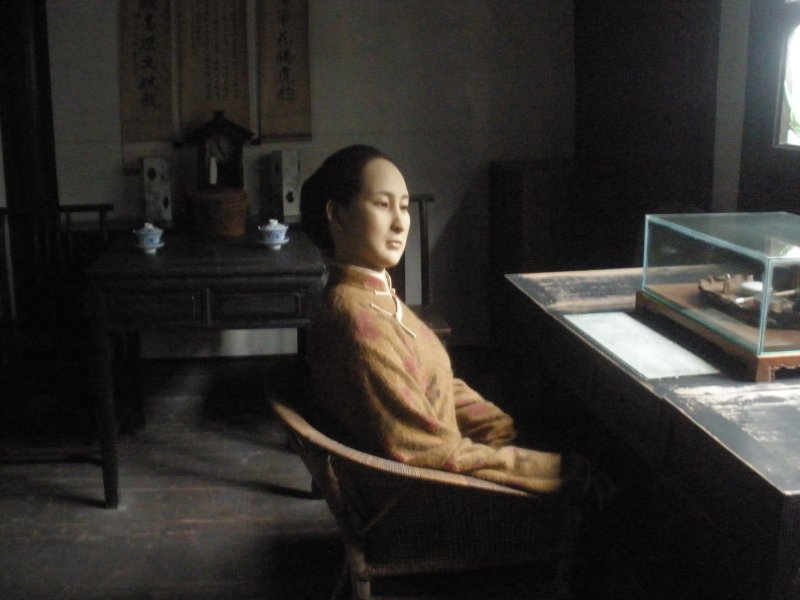
Tượng sáp Thu Cẩn ngồi tại bàn ở quê nhà, tại Bảo tàng Thiệu Hưng.

Thu Cẩn là nữ liệt sĩ đầu tiên hy sinh cho cách mạng Trung Quốc. Trong suốt cuộc đời của mình, bà đã đấu tranh cho việc giành quyền của phụ nữ, kháng Thanh, kháng phong kiến, cách mạng thành lập đất nước mới, kết hợp phong trào phụ nữ với phong trào cách mạng. Thu Cẩn thích nghi với phong trào của thời đại, trở thành nhà cách mạng tiên phong của phụ nữ Trung Quốc hiện đại, một nhân vật lịch sử đại diện cho phụ nữ của cách mạng Trung Quốc hiện đại.
Thu Cẩn đi theo đường lối của Tôn Trung Sơn, cùng Đồng minh Hội mở màn các cuộc nổi dậy cách mạng. Năm 1907, bà hy sinh, gián tiếp góp phần thúc đẩy cao trào Cách mạng Tân Hợi năm 1911. Thu Cẩn bằng vào chặng đường tiên phong, kêu gọi, đại diện cho những người phụ nữ đã khiến cho phụ nữ Trung Quốc được giải phóng mãnh liệt.
Thu Cẩn đại diện cho phụ nữ hiện đại. Bà theo đuổi học vấn cả văn hóa, lịch sử, âm nhạc hay cả võ thuật. Thu Cẩn nhiều lần giả trai để có thể tiếp cận sâu sắc xã hội, quyết định du học Nhật Bản để tìm kiếm con đường mới, học hỏi phương Tây mong muốn thay đổi đất nước. Thu Cẩn thường mặc trang phục nam phương Tây, tập luyện võ thuật.

### Đánh giá
Thu Cẩn được ghi nhớ, tôn trọng bởi nhân dân Trung Quốc cho đến tận ngày nay. Các tác phẩm về Thu Cẩn đều thể hiện rằng hình tượng của Thu Cẩn là bất diệt. Thu Cẩn không chỉ được quý mến, kính trọng trong nước mà còn là quốc tế. Năm 2018, The New York Times đăng cáo phó Thu Cẩn, mệnh danh bà là nữ nhà thơ, nhà cách mạng dũng cảm, như là Jeanne d'Arc của Trung Quốc.

Một số lời đánh giá về Thu Cẩn:
| “                                                     | Đồng chí Thu Cẩn là nữ hiệp tốt nhất, một người anh hùng của phụ nữ. | ” |
| — Lãnh tụ Tôn Trung Sơn, thăm viếng Thu Cẩn năm 1912. |                                                                      |   |

| “                                                                      | Thu Cẩn, một nhà cách mạng tư sản, giành quyền cho phụ nữ, người tiên phong cách mạng chống đế quốc và phong kiến. Đừng bao giờ bỏ quên những di sản vĩ đại mà bà đã để lại. | ” |
| — Chu Ân Lai, Tổng lý Quốc vụ viện, Lãnh đạo Đảng Cộng sản Trung Quốc. | |   |

| “                                                                                   | Liệt sĩ Thu Cẩn là người tiên phong trong giai đoạn đầu công cuộc trỗi dậy của đất nước Trung Quốc. Một mục đích cao cả. Bà đã đóng một vai trò lớn trong việc thúc đẩy cả trước và sau khi chết, không chỉ giải phóng dân tộc, mà còn cho phong trào giải phóng phụ nữ. | ” |
| — Quách Mạt Nhược, nhà xã hội học, nhà chính trị, viết lời tựa cho Sử tích Thu Cẩn. | |   |

| “                                                     | Văn thơ của Thu Cẩn, hãy xem Gió mùa Thu, mưa mùa Thu và nỗi buồn. Bà mang súng chằng trên lưng ngựa, Đông tiến Nhật Bản, chí hướng về cách mạng, một đời hào hiệp. | ” |
| — Tống Khánh Linh, nhà cách mạng Trung Quốc hiện đại. | |   |

| “                                                                       | Nữ hiệp Thu Cẩn Kiên cường bất khuất Anh dũng vì nghĩa Mãi mãi bất hủ. | ” |
| — Đặng Dĩnh Siêu, Chủ tịch Chính Hiệp thứ tư, nhà cách mạng Trung Quốc. |                                                                        |   |

## Di sản
Các tác phẩm về Thu Cẩn phong phú, gồm cả tiểu thuyết, thoại kịch, tạp kịch, bi kịch, phim truyền hình, phim điện ảnh, sách, báo, nghiên cứu. Đặc biệt tiểu thuyết, kịch và điện ảnh thường miêu tả Thu Cẩn như một người phụ nữ dũng cảm, hiện đại và mới mẻ.

### Tiểu thuyết và kịch về Thu Cẩn
Ngay sau khi Thu Cẩn qua đời, tạp chí Rừng tiểu thuyết (小说林) đã xuất bản một loạt tiểu thuyết và kịch với chủ đề Thu Cẩn. Các tiểu thuyết bao gồm Bức màn bích huyết (碧血幕) của Bao Thiên Tiếu (包天笑), tạp kịch Hiên Đình Thu (轩亭秋), Bia bích huyết (碧血碑) của Ngô Mai (吴梅) và Long Thiền cư sĩ (龙禅居士), truyền kỳ Hiên Đình huyết (轩亭血) của Khiếu Lô (啸卢). Các tiểu thuyết khác liên quan đến chủ đề này bao gồm Sương tháng Sáu (六月霜), Nữ đồng tượng (女铜象) của Tĩnh Quan Tử (静观子), Mười năm du học (十年游学记) của Hồng Diệp (红叶), Hiên Đình hận (轩亭恨) của Ai Dân (哀民). Các vở kịch tạp kịch, bi kịch có Thu hải đường (秋海棠), Thương ưng kích (苍鹰击), Hiên Đình oan (轩亭冤).
Trước khi thành lập Trung Hoa Dân Quốc, hai nhóm kịch gồm đoàn Tiến Hoa (进化团), Xuân Dương (春阳社), lần lượt biểu diễn các vở kịch về Thu Cẩn. Sau đó, các đoàn kịch khác như Tân Dân (新民社), Dân Minh (民鸣社), Khai Dương (开阳社), Khải Minh (启明社) đều biểu diễn.
Vào tháng 04 năm 1919, Lỗ Tấn viết tác phẩm Thuốc (药) và một phần biên soạn bộ Gào thét (Niệt hàm – 呐喊), tiểu thuyết về tình thế xã hội u mê, lạc hậu của Trung Quốc và hình ảnh người cách mạng. Nhân vật chính là Hạ Du (夏瑜), Hạ ứng với Thu, Du ứng với Cẩn, nêu bật tư tưởng vĩ đại và cuộc đời bi kịch của Thu Cẩn. Trong truyện, nhân vật Hạ Du không xuất hiện trực tiếp, tất cả được miêu tả thông qua nhân vật khác: Hạ Du theo đuổi lí tưởng đánh đổ nhà Mãn Thanh, giành độc lập, chủ quyền cho người Trung Quốc. Hạ Du bị người bà con tố giác và bị bắt. Trong tù Hạ Du vẫn tuyên truyền tư tưởng cách mạng. Tuy nhiên, mọi người không hiểu Hạ Du, đều cho rằng Hạ Du là kẻ điên, là thằng khốn nạn. Hạ Du bị chém, chôn ở nghĩa địa của những kẻ tù và người người nghèo. Cuối truyện, những thấu hiểu về Hạ Du mới bắt đầu biết. Thuốc thể hiện tình cảnh u ám, tàn mê, thiếu hiểu của Trung Quốc thời đầu thế kỷ XX, đồng thời tôn vinh nữ anh hùng Thu Cẩn.
Vào mùa đông năm 1936, Hạ Diễn (夏衍) viết kịch bản của Hoa tự do (自由花), sau này được đổi tên thành Truyện Thu Cẩn (秋瑾传) vào những năm 1940. Quốc tế phụ nữ ngày 08 tháng 03 năm 1940, kịch Thu Cẩn đã được trình diễn tại Diên An, Thiểm Tây.
Năm 1981, nhân dip kỷ niệm 70 năm Cách mạng Tân Hợi, những ký ức về Thu Cẩn được thể hiện sôi nổi, đông đảo tại những sân khấu nhà hát Trung Quốc, như: vở Mưa gió nghìn Thu (Phong vũ thiên Thu – 风雨千秋) với Đoàn kịch thứ hai của Nhà hát kinh kịch Bắc Kinh; vở Gió mưa mùa Thu (Thu phong Thu vũ – 秋风秋雨) tại Nhà hát Nghệ thuật Nhân Dân Thượng Hải; vở Thu Cẩn (秋瑾) của Đoàn ca vũ Chiết Giang; vở Thu Cẩn của Nhà hát Kịch Hàng Châu; vở Giám Hồ nữ hiệp của Đoàn kịch Giang Tô; vở Giám Hồ nữ hiệp của Đoàn kịch Thiên Tân; vở Giám Hồ bích huyết (鉴湖碧血) của Đoàn kịch An Huy cùng hàng loạt vở kịch khác khắp các tỉnh của Trung Quốc.

### Tác phẩm điện ảnh về Thu Cẩn
- Phim Thu Cẩn, Một bông hoa bích huyết (一名碧血花). Điện ảnh Hồng Kông 1953, Lý Lệ Hoa (李丽华) trong vai Thu Cẩn.
- Phim Thanh cung tàn mộng (清宫残梦). Công ty Truyền hình Đài Loan 1970, Trương Tiểu Yến (张小燕) trong vai Thu Cẩn.
- Phim Thập đại thích khách (十大刺客), phần Thu Cẩn. Hãng Asia Television Hồng Kông 1976, 05 tập, Âu Dương Bội San (欧阳珮珊) trong vai Thu Cẩn.
- Phim Hiện đại hào hiệp truyện (近代豪侠传), phần Thu Cẩn. TVB Hồng Kông 1977, Hàn Mã Lợi (韩马利) trong vai Thu Cẩn.
- Phim Đất và người của ta (吾土吾民). Công ty Điện ảnh Trung Hoa, Đài Loan 1981, Lăng Ba (凌波) trong vai Thu Cẩn.
- Phim Thu Cẩn. Điện ảnh Trung Quốc, chuyển thể từ tác phẩm của Hạ Diễn, Lý Tú Minh (李秀明) trong vai Thu Cẩn.
- Phim Thu Cẩn. TVB Hồng Kông 1984, Uông Minh Thuyên (汪明荃) trong vai Thu Cẩn.
- Phim Thu Cẩn. Tập đoàn Quảng thị Chiết Giang 1995, Vương Tân Mai (王滨梅) trong vai Thu Cẩn.
- Phim truyền hình Cách mạng Tân Hợi (辛亥革命). Tập đoàn Quảng thị Thiên Tân 2010, Tiêu Tường (萧蔷) trong vai Thu Cẩn.
- Phim Cạnh Hùng nữ hiệp – Thu Cẩn (竞雄女侠·秋瑾), bản tiếng Anh: The Woman Knight of Mirror Lake. Điện ảnh Trung Quốc 2011, Hoàng Dịch (黄奕) trong vai Thu Cẩn.
- Phim Cách mạng Tân Hợi (辛亥革命). Điện ảnh Trung Quốc 2011, Ninh Tịnh (宁静) trong vai Thu Cẩn.